# Tribal fusion
 (janvier 2010).
Si vous disposez d'ouvrages ou d'articles de référence ou si vous connaissez des sites web de qualité traitant du thème abordé ici, merci de compléter l'article en donnant les références utiles à sa vérifiabilité et en les liant à la section « Notes et références ».
La tribal fusion est un type moderne de danse orientale né aux États-Unis.

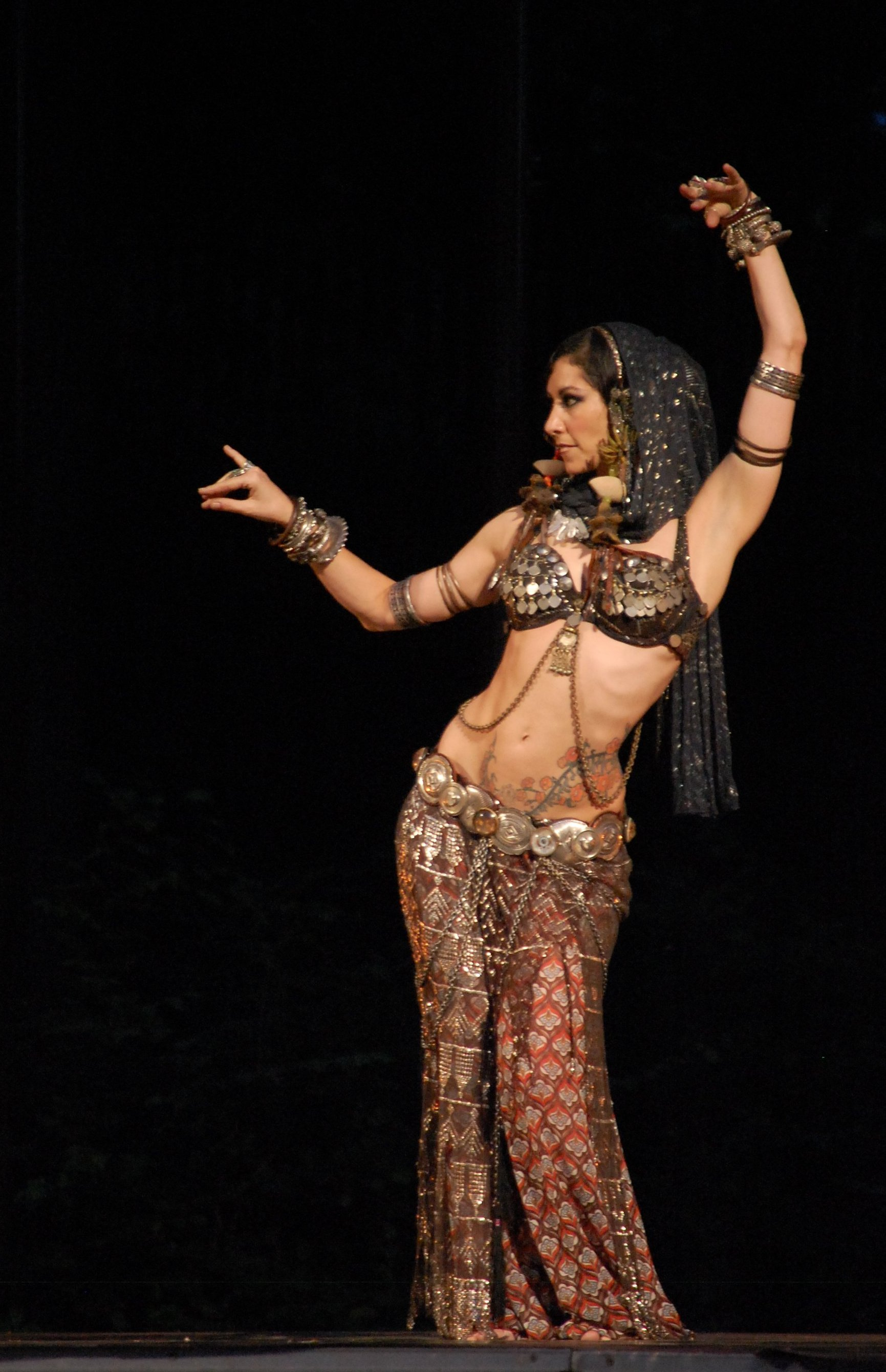
Rachel Brice, danseuse et professeur de tribal fusion

## Histoire et origines
Précurseure de la danse orientale tribale, Jamila Salimpour commença sa carrière d'artiste à l’âge de 16 ans dans le cirque Ringling Brothers comme danseuse acrobatique. Elle étudia la musique et la danse orientale et en 1974 commença à se produire dans des évènements culturels et des clubs de Los Angeles et plus tard de San Francisco où elle créa le cabaret Bagdag.
Elle commença à enseigner en 1952, développant une méthode unique d'écriture et de terminologie de ses mouvements. Elle a formé une quantité indénombrable d'artistes et de professeurs dans le monde entier et a organisé des stages et des festivals en enseignant souvent avec sa fille Suhaila Salimpour.
En 1969 elle créa la première troupe de danse tribale de la Côte Ouest, Bal Anat, en se produisant avec les 40 membres de la compagnie.

## Grands principes
La danse "tribal fusion" s'appuie globalement sur des caractéristiques de l'American Tribal Style Bellydance (ou danse tribale américaine), dont elle est majoritairement issue. Comme elle, elle puise dans des motifs et techniques de différentes danses traditionnelles et contemporaines comme le flamenco, le kathak, le Bharata Natyam et le hip-hop.
Mais là où le style tribal FCBD (FatChance BellyDance) se base sur l'improvisation et la notion de groupe, la danse "tribal fusion" est, elle, chorégraphiée et peut se pratiquer en solo.
Les costumes de danse sont généralement faits à la main selon le goût de chaque danseuse.

## La musique en danse tribale fusion
Le genre mêle électro, hip-hop, breakdance, «l'Égyptien» ou la danse du ventre 'Cabaret' ainsi que les formes traditionnelles comme le flamenco, le Kathak, Bhangra, balinais, et d'autres styles de danse folklorique. 
Certains couramment utilisés par les musiciens, danseurs tribal fusion sont les suivants:
- Jorge Sacco
- Amon Tobin
- Squarepusher
- Pentaphobe
- Tobias Roberson (drummer)
- Solace (Jeremiah Soto)
- Dead Can Dance
- Maduro (Musician)
- Helm (Band)
- Beats Antique
- Mercan Dede pourrait également être utilisé.